# Manuel Ibarra y Cruz
Manuel Ibarra y Cruz (1855-1913) fue un político y abogado español. Ostentó el título nobiliario de i marqués de Ibarra. También aparece citado como Ybarra.

## Biografía
Nació el 8 de febrero de 1855 en Alcalá de Henares. Abogado de profesión, fue diputado en las Cortes de la Restauración en representación de los distritos de Chinchón y Alcalá de Henares.
Afiliado al Partido Conservador, era muy amigo de Antonio Maura, vecinos ambos en la calle de la Lealtad.
El 30 de enero de 1893 se le concedió el título de marqués de Ibarra. Nombrado senador vitalicio en 1903, ejerció de presidente de la Diputación Provincial de Madrid entre el 25 de abril y el 11 de octubre de 1905.
Falleció el 29 de julio de 1913 en la Finca «La Cabañuela», en Brihuega (provincia de Guadalajara).